# Leptodontiopsis orientalis
Leptodontiopsis orientalis är en bladmossart som beskrevs av Hugh Neville Dixon 1935. Leptodontiopsis orientalis ingår i släktet Leptodontiopsis och familjen Orthotrichaceae. Inga underarter finns listade i Catalogue of Life.